# Маурер, Виктор
Виктор Маурер (чеш. Viktor Maurer; 6 апреля 1932, Прага — 27 декабря 2010, там же) — чешский актёр театра и кино.

## Биография
После окончания театрального факультета пражской Академии театрального искусства в начале 1960-х в течение одного сезона играл на сцене театра «Семафор». Позже — актёр театров в Угерске-Градиште и Кладно. Вернувшись в Прагу в конце 1960-х—начале 1970-х годов выступал на сцене театра Иржи Волкера. Затем — нескольких Пражских муниципальных театров.
С середины 1960-х годов Маурер часто снимался в кино и на телевидении ЧССР и Чехии. Сыграл около 140 ролей на большом экране и телевидении, в том числе, телесериалах.
Амплуа — отрицательные герои: преступники, обманщики, мошенники и аферисты.

## Избранная фильмография
| - 1961 — Репортаж с петлёй на шее - 1962 — Смерть Тарзана - 1962 — Идиот из Ксенемюнде - 1966 — Сокровище византийского купца - 1969 — Джентльмены - 1969 — Пражские ночи - 1969 — Я убил Эйнштейна, господа - 1970 — Четырех убийств достаточно, дорогой - 1970 — Дело для начинающего палача - 1970 — Пан, вы вдова - 1971 — Ключ - 1973 — Бегемот - 1974 — История мёртвого человека - 1975 — Покушение в Сараево - 1975 — Соло для слона с оркестром - 1976 — Один сребреник - 1977 — Как вырвать зуб у кита - 1977 — Тихий американец в Праге | - 1978 — Серебряная пила - 1979 — Тайна стального города - 1979 — Принц и Вечерняя Звезда - 1982 — С тобой меня радует мир - 1982 — Династия Новак (ТВ-сериал) - 1983 — Свадебное путешествие в Илью - 1984 — Все должны быть в пижамах - 1984 — Амадей - 1986 — Смерть прекрасных косуль - 1987 — Вена в 1938 году - 1991 — Моцарт в Праге - 1993 — Бессмертная тётушка - 1996 — О трёх рыцарях и красавице - 1997 — Arrowsmith (ТВ-сериал) - 1997 — Доктор Мунори и другие (телефильм) |